# Clarina I.H. Nichols
Clarina Irene Howard Nichols, född 25 januari 1810 i Townshend, Vermont, död 11 januari 1885 i Potter Valley, Kalifornien, var en amerikansk journalist och feminist.
Nichols var redaktör för en tidning i Vermont och var aktiv i den tidiga kvinnorörelsen. Hon publicerade en artikelserie om kvinnors medborgerliga rättigheter och bedrev lobbyverksamhet för gift kvinnas äganderätt.